# Arnaldur Indridhason
Árnaldur Índridhason , (isl. Arnaldur Indriðason)) (* 28. januar 1961) je islandski pisatelj. Piše predvsem kriminalne romane, v večini nastopa detektiv Erlandur. Več Arnaldurovih del je prevedenih, v slovenščino le:
- Mesto kozarcev (originalni naslov: Mýrin), Didakta, 2010, prevedla Tanja Ahlin, (COBISS)

Po tem romanu je bil posnet film Jar City. Po Arnaldurovi predlogi je bil posnet tudi film Reykjavik Rotterdam; nekaj scenarijev po njegovih romanih še pripravljajo.